# Кано Еино
Кано Еино (јап. 狩野 永納; 1631 – 1697) био је јапански сликар Кјо-гано (Kyō-ganō) правца школе сликарства Кано. Постао је челни уметник кјо-ганоа након смрти свог оца Каноа Сансетсуа. Он је уредник Honchō Gashi (本朝畫史, „Историја јапанског сликарства“), најранијег озбиљног дела историје уметности у Јапану.

## Живот и каријера
Рођен је у Кјоту 1631. (Канеи 8) у породици Кано Сансетсу. Његов деда Кано Санраку био је оснивач Кјо-ганоа. Еинов отац је наследио Санракуа на месту водећег човека сликарске подшколе кано уметности. Научио је сликарство од оца и наследио је положај лидера Кјо-гана након очеве смрти 1651.

Више него као сликар, Еино је упамћен као уредник Honchō Gashi (本朝畫史, „Историја јапанског сликарства“). Рад се сматра најранијим озбиљним уметничко-историјским делом у Јапану и био је фундаменталан извор за истраживаче. Садржи биографије преко 400 уметника, све до периода древног Јапана. Еино је завршио дело вероватно до 1678; скраћена верзија је објављена 1691. године у пет свезака штампаних на дрвету под насловом Honchō Gade (本朝画伝, „Јапанске сликарске традиције“), а цело дело је објављено 1693. Еино је вероватно прерадио материјал који је његов отац саставио раније, иако је познато да је ранији рад покривао само четвртину уметника који су наведени у Honchō Gashi.
- Shunka kachō-zu Byōbu